# Święty Łukasz malujący wizerunek Marii
Święty Łukasz malujący wizerunek Marii – gotycka kompozycja rzeźbiarska, która jest jedynym zachowanym elementem pierwotnego retabulum ołtarzowego dedykowanego świętemu Łukaszowi. Stanowi ona część środkową retabulum, które pierwotnie znajdowało się w kaplicy cechu malarzy w katedrze farnym Świętej Marii Magdaleny we Wrocławiu. Obecnie Święty Łukasz malujący wizerunek Marii prezentowany jest w Galerii Sztuki Średniowiecznej warszawskiego Muzeum Narodowego. Prawdopodobnie autorem tego dzieła jest Jakub Beinhart.

## Wygląd
Dzieło to jest wykonane z drewna lipowego, jest kontaminacją wszystkich technik rzeźbiarskich - rzeźby pełnoplastycznej, reliefu wypukłego i wklęsłego, a ponadto łączą się tu dwa rodzaje gatunków tematycznych, religijny i rodzajowy. Tematem kompozycji jest św. Łukasza malujący Marię. Apostoł ukazany jest w toku pracy, maluje Marię na drewnianej desce, lecz wzrok kieruje ku siedzącej naprzeciwko Matce Boskiej. Maria spogląda na malującego, ale nie pozuje, równocześnie zajmuje się tkaniem kostiumu, który zawieszony jest na patyku przytwierdzonym do drewnianym palu. Pomiędzy apostołem i Marią ukazane jest bawiące się Dzieciątko Jezus. Pod krzesłem, na którym siedzi św. Łukasz odpoczywa mały wół - atrybut apostoła-ewangelisty. Wszystkie postaci charakteryzuje realizm, zarówno od strony fizjonomicznej, jak kostiumologicznej. Scena ta ma miejsce wewnątrz bogato wyposażonej gotyckiej komnaty, nakrytej sklepieniem, które wsparte jest na ustawionym pośrodku kompozycji filarze. Za siedzącymi na ozdobnych krzesłach Marią i św. Łukaszem elementy umeblowania. Na półce za malarzem leżą naczynia m.in. misa, ponadto na ściance bocznej wisi deska do przyrządzania mięsa. W oddali ściana przepruta dwoma parami wypełnionych szkłem gomółkowym okien, które u góry są zamknięte półkoliście. Cała scena jest wpisana w obramienie, które tworzy arkada w formie łuku odcinkowego, wsparta na dwóch masywnych filarach.

## Analiza
Dzieło to charakteryzuje się dbałością o zasady perspektywy, detal i zróżnicowanym sposobem opracowania poszczególnych jego partii, począwszy od płaskiego reliefu (ściana z oknami) poprzez relief głęboki (elementy wyposażenia wnętrza) po rzeźbę pełnoplastyczną (figury Marii i Jezusa oraz św. Łukasza i wołu). Ze względu na brak fragmentów polichromii w opinii badaczy przedstawienie to należy do późnogotyckiej rzeźby monochromatycznej. Potwierdzone to było kilkakrotnymi badaniami chemicznymi i mikroskopowymi oraz zabiegami konserwatorskimi w latach 1996-2003. Celowa rezygnacja z polichromii miała uzasadnienie nie tylko ideowe ale i artystyczne. Późnogotycka rzeźba polichromowana i pozłacana była krytykowana m.in. przez część duchowieństwa ze względu na przepych. Surowe drewno pokryto jedynie zabezpieczającą i scalającą optycznie bejcą. Rezygnacja z polichromii umożliwiła poszerzenie zakresu warsztatowego w snycerce - rzeźby odznaczają się najwyższą starannością w detalu, fakturze i szerokim operowaniem modelunku światłocieniowego, różnorodnością głębokości reliefu. Taka tendencja artystyczna zrodziła się w południowych krajach Rzeszy (głównie Frankonia i Szwabia) w II połowie XV stulecia. Czołowym reprezentantem rzeźby monochromatycznej był Tilman Riemenschneider, zaś Beinhardt był zaznajomiony z ówczesną plastyką w Szwabii, która niekiedy uważana jest za domniemane miejsce pochodzenia autora wrocławskiego przedstawienia. Ponadto inspiracją dla dzieła Beinharta była twórczość Wita Stwosza, który oprócz rzeźb znany jest z drzeworytów, z których jeden Święta Rodzina ma kompozycję bardzo zbliżoną dzieła z kościoła Świętej Marii Magdaleny. Krakowsko-norymberski snycerz w późniejszej fazie twórczości preferował także rzeźbę bez polichromii. Oprócz południowoniemieckich inspiracji badacze dopatrują wpływy malarstwa wczesnoniderlandzkiego XV wieku, zwłaszcza od strony tematycznej (temat świętego Łukasza malującego Marię był zobrazowany m.in. przez Rogiera van der Weydena i Hansa Memlinga) i kompozycyjnej.